# Суури-Рууга
Суури-Рууга (ест. Suurõ-Ruuga) — село в Естонії, входить до складу волості Риуге, повіту Вирумаа.